# シンガポールでの暴動の一覧
シンガポールでの暴動の一覧は、シンガポールで発生した暴動の一覧である。

## 一覧
- 海峡植民地 (1826年 - 1946年)
  - 1851年2月15日-20日 – カトリック教徒に反対して暴動 (500名死亡[1])
  - 1854年5月5日-17日 – 福建・潮州暴動 (480名死亡[2]、222名負傷[2])

- 直轄植民地 (1946年 - 1963年)
  - 1950年12月11日 - マリア・ヘルトフ事件（英語版） (18名死亡、173名負傷)
  - 1954年5月13日 - 1954年国民服務法暴動（英語版） (26名負傷)
  - 1955年5月12日 - ホック・リー・バス暴動（英語版） (4名死亡、31名負傷)
  - 1956年5月13日 - 華文中学校暴動（英語版） (13名死亡、100名以上負傷)

- マレーシア連邦 (1963年 - 1965年)
  - 1963年7月12日 - スナン島刑務所暴動（英語版） (4名死亡、5名負傷)
  - 1964年7月21日 - 1964年人種暴動（英語版） (36名死亡、556名負傷)

- シンガポール共和国 (1965年 - )
  - 1969年5月13日 - 1969年人種暴動 (4名死亡、80名負傷)
  - 2013年12月8日 - 2013年リトル・インディア暴動（英語版） (27名負傷)[3][4]